# برنامه‌ی راه‌انداز

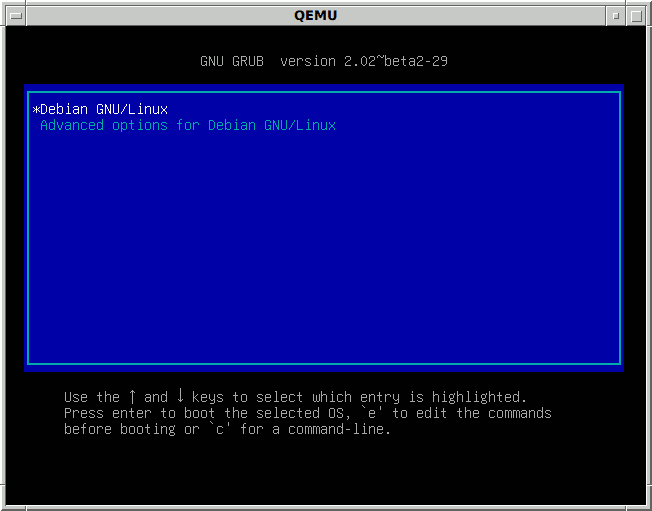
«ابزار گرابِ گِنو» یک راه‌انداز درون‌باز پرکاربرد و دوست‌داشتنی

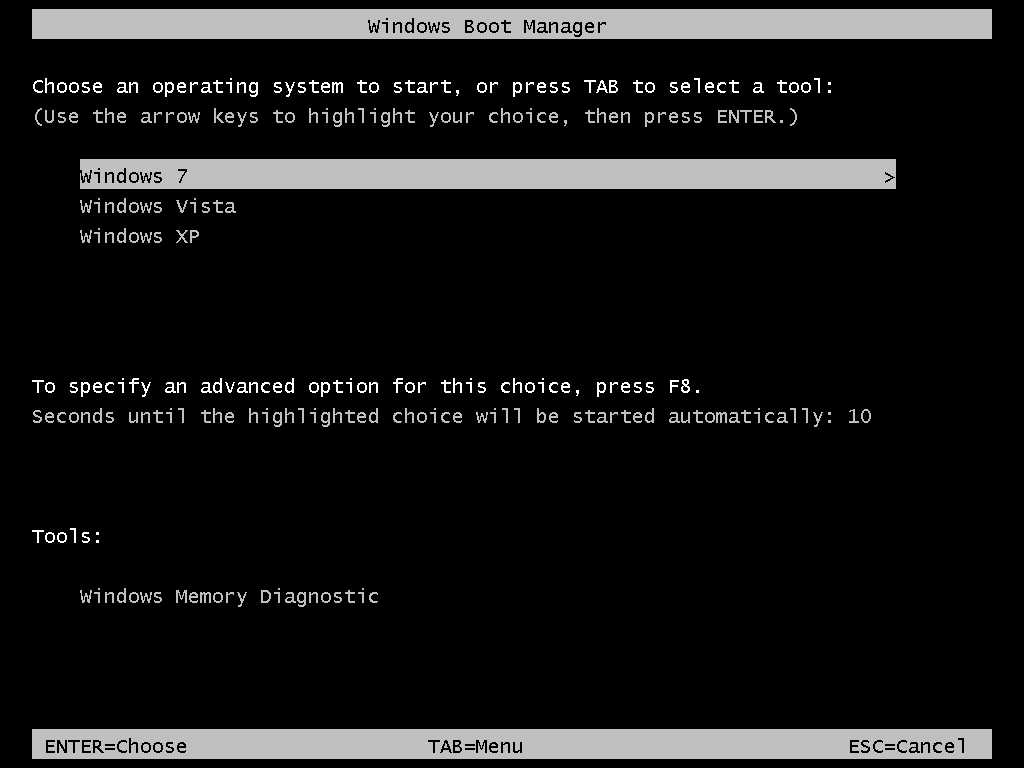
راه‌انداز ویندوز

بوت لودر یا برنامه راه‌انداز (به انگلیسی: Bootloader) یک برنامه رایانه‌ای است که کارش راه‌اندازی رایانه است.
هنگامی که یک رایانه خاموش است، نرم‌افزارهای خود مانند سامانهٔ پایا/پایه، نرم‌افزارهای کاربردی و داده‌ها را روی حافظهٔ پایدار نگه می‌دارد. هنگامی که رایانه روشن می‌شود، یک سامانهٔ پایا یا یک راه‌انداز در حافظهٔ ناپایدار در دسترس نیست. پس، نخست، رایانه یک برنامهٔ کم‌وبیش کوچک که در حافظه‌ی فقط خواندنی (ئی‌ئیپ‌رام یا حافظه فلش) نگهداری می‌شود را همراه با داده‌هایی که برای ارزش‌دهی آغازین حافظهٔ ناپایدار نیاز دارد فراخوانی می‌کند. برای دسترسی به حافظهٔ پایدار (پرونده‌ی دستگاهی) یا دستگاه‌هایی که با کمک آن‌ها می‌توان برنامه‌ها و داده‌های سامانهٔ پایه را در حافظهٔ ناپایدار بارگذاری کرد.